# Романівка (Полтавський район)
Рома́нівка — село в Україні, у Зіньківській міській громаді Полтавського району Полтавської області. Населення становить 133 осіб. До 2020 орган місцевого самоврядування — Загрунівська сільська рада.

## Географія
Село Романівка знаходиться на лівому березі річки Грунь-Ташань, вище за течією на відстані 4,5 км розташоване село Загрунівка, нижче за течією на відстані 5 км розташоване село Ковалівка (Шишацький район). Біля села велике озеро Борисове. До села прилягають великі лісові масиви (сосна).

## Населення

### Мова
Розподіл населення за рідною мовою за даними перепису 2001 року:
| Мова       | Кількість | Відсоток |
| ---------- | --------- | -------- |
| українська | 132       | 99.25%   |
| російська  | 1         | 0.75%    |
| Усього     | 133       | 100%     |

## Історія
За козаччини село Романівка було складі Ковалівської (2-ї) сотні Гадяцького полку.
З 1781 року у складі Миргородського повіту Київського намісництва. За описом 1787 року у селі Романівка було 385 душ, саме село у власності різного звання казених людей, козаків і власника — графа Кирила Григоровича Розумовського.
Від початку ХІХ ст. вже у складі Зіньківського повіту Полтавської губернії. Згодом також і у Ковалівській волості цього повіту.
1859 року у селі налічувалось 189 дворів, мешкало 1985 осіб (998 чоловічої статі та 877 — жіночої). Існувала православна церква та сільська громада.
У день більшовицького свята — захоплення влади в Петрограді — загін Мандика чисельністю близько 30 осіб несподівано напав на Романівку, де повстанці знищили канцелярію сільської ради, розігнали міліцію та забрали продукти та одяг у їх сімей.
У Національній книзі пам'яті жертв Голодомору 1932—1933 років в Україні перелічено 103 жителі села, що загинули від голоду.
Станом на 1946 рік, Романівка разом із селами Малі Сулими і Загрунівка входили до Загрунівської сільської ради Зіньківського району Полтавської області.
12 червня 2020 року, відповідно до розпорядження Кабінету Міністрів України № 721-р «Про визначення адміністративних центрів та затвердження територій територіальних громад Полтавської області», село увійшло до складу Зіньківської міської громади.
19 липня 2020 року, в результаті адміністративно - територіальної реформи та ліквідації Зіньківського району, село увійшло до складу новоутвореного Полтавського району Полтавської області.

## Економіка
- Птахо-товарна ферма.